# نيت (ملكة)
نيت ، هي ملكة مصرية قديمة غير حاكمة أو زوجة ملك ، عاشت في عهد الأسرة السادسة ، و هي زوجة الملك بيبي الثاني ، الذي حكم لفترة قد تصل لـ 94 عاماً. و قد سميت الملكة نيت تيمناً باسم الإلهة نيت.

## عائلتها
يعتقد أن نيت كانت ابنة الملك بيبي الأول و الملكة عنخس إن بيبي الأولى ، مما يجعلها أختاً غير شقيقة و ابنة خالة في نفس الوقت لزوجها الملك بيبي الثاني. و ربما كانت نيت أماً للملك مر إن رع الثاني. و هناك أسطورة تحكي عن ملكة ادعى وجودها هيرودوت و زعم أن اسمها نيتوكريس و أنها آخر ملوك الأسرة السادسة، و التي - إن كان وجودها حقيقةً من الأصل - قد تكون ابنة الملكة نيت.

## ألقابها
و تشمل ألقاب الملكة نيت ما يلي :
- ابنة الملك.
- ابنة الملك الكبرى من جسده.
- الابنة الكبرى لملك الهرم من نفر مري رع من جسده.
- الأميرة الوراثية.
- زوجة الملك.
- زوجة ملك الهرم من عنخ نفر كارع رع المحبوبة.
- عظيمة الثناء.
- عظيمة صولجان حتس (المفضلة عند الملك).
- من ترى حور و ست.
- كاهن خت / مرافقة / خادمة حور.
- قرينة المحبوب من السيدتين.
- القريبة مكاناً من حور.
- رفيقة حور.
- أم الملك.[4]

## مدفنها
من بين ثلاثة مجمعات هرمية صغيرة بنيت حول هرم الملك بيبي الثاني ، مجمع هرم نيت هو الأكبر. فهرم نيت قد يكون أول ما تم بناؤه بين أهرامات الملكات المرتبطة بهرم بيبي الثاني. و يضم مجمع نيت الهرمي معبداً صغيراً و هرماً صغيراً و أسطول من ستة عشر قارب خشبي مدفون بين الهرم الرئيسي و هرم الملكة الصغير. و كان المدخل إلى المجمع الهرمي محاطا بمسلتين منقوشتين. و غرفة دفن نيت يوحد بها نصوص الأهرام . و هذا هو ثاني حدث معروف من هذه النصوص في هرم الملكة، الأول هو حجرة دفن الملكة عنخس إن بيبي الثانية . و تحتوي حجرة دفن نيت على تابوت من الجرانيت الأحمر (وجد فارغاً) وصندوق لحفظ الأواني الكانوبية.
و تم الكشف عن بقايا جزء على الأقل من مومياءها و كانت موجودة لفحصها في كلية طب القصر العيني.